# 山田武
山田 武（やまだ たけし、1858年9月22日（安政5年8月16日）- 1901年（明治34年）10月6日）は、明治期の弁護士、政治家。衆議院議員。

## 経歴
下野国那須郡大田原宿（栃木県那須郡大田原町を経て現大田原市）で、大田原藩士・山田収の長男として生まれる。金枝柳村、郡山華南らから漢学を学んだ。巡査となる。栃木師範学校を卒業し、小学権中授業、同訓導を務めた。その後、明治法律学校（現明治大学）で学び、代言人試験に合格し宇都宮で代言人（弁護士）を開業した。1892年（明治25年）宇都宮代言人組合会長に就任し、翌年、弁護士会に改組され同会長となり、1895年（明治28年）まで在任した。
1882年（明治15年）立憲改進党に入党し、その後、憲政党代議員、憲政本党下野支部幹事を務めた。1886年（明治19年）3月、栃木県会議員に選出され、1897年（明治30）9月に再選され、同年10月、名誉職参事会員に就任した。
1898年（明治31年）8月、第6回衆議院議員総選挙で栃木県第4区から憲政本党所属で出馬して当選したが、肺病のため東京赤十字病院に入院して治療を行ったが、議員在任中の1901年10月に死去した。